# Világgazdaság (napilap)
A Világgazdaság (a lap beceneve: zöld újság) 1969-től megjelenő, a magyar és a világgazdaságról, üzleti életről tájékoztató napilap volt, amelyet az 1980-as években csak zárt körben terjesztettek. Ez a lap volt az elődje a HVG hetilapnak. 2015-től 2022-es megszűnéséig a Világgazdaság volt Magyarország utolsó gazdasági-üzleti témájú napilapja.

## Története
A lap létrehozását Tardos Márton közgazdász kezdeményezte még 1968-ban, az új gazdasági mechanizmus bevezetésekor. Tardos akkoriban a Konjunktúra- és Piackutató Intézetben dolgozott, így egyfelől pontosan tudta, hogy a gazdasági vezetők körében nagy szükség van egy ilyen lapra, másrészt a korszak nehézkes és pártirányítású sajtóirányításával könnyebben el tudta fogadtatni a lapindítás indokait. A lap tulajdonosa a Magyar Kereskedelmi Kamara és a Konjunktúra- és Piackutató Intézet lett, kiadója pedig a Hírlapkiadó Vállalat.
A lapnak 1968 októberében két próbaszáma jelent meg, majd novemberben még további mutatványszámok. A hivatalos megjelenés csak 1969 januárjától indult. A Világgazdaság elsődleges célja a hazai gazdasági és kormányzati vezetők napi tájékoztatása volt a világgazdaság, illetve a magyar gazdaság legfrissebb eseményeiről, trendjeiről. Az akkori Magyarországon egyedülálló módon a nagy nyugati hírügynökségek anyagait (Reuters, Associated Press, UPI) a Világgazdaság szerkesztősége közvetlenül és azonnal telexen megkapta.
A lap a kor többi sajtótermékéhez képest viszonylag szabad szellemben, az MTI erősen szűrt híranyagain jelentősen túlmutató forrásokra támaszkodva közölhette a világgazdaság híreit, ami számos konfliktusnak volt a forrása. Várkonyi Péter és Marjai József bírálták a lapot és igyekeztek ellehetetleníteni. Az új gazdaságpolitika megfeneklését és Nyers Rezső háttérbe vonását követő években nagyon komolyan felmerült a lap megszüntetése is. Egyfajta kompromisszumos megoldásként, a lap szerkesztőségéből alapították meg a HVG (akkor még Heti Világgazdaság) című hetilapot, melynek első lapszáma 1979. június 7-én (május 9-i próbaszámmal) jelent meg, és ezzel közel egy időben - június 1-től - a Világgazdaság lekerült az újságosstandok polcairól, és zárt terjesztésű, a Magyar Kereskedelmi Kamara tagvállalatainak járó lappá minősült vissza. Ezt a korlátozást csak 1988-ban oldották fel, az azévi április 9-i lapszám volt közel egy évtized után az első, amelynek a fejlécéről lekerült a belső használatra felirat.
A rivális Napi Gazdaság 2015-ös megszűnésével a Világgazdaság maradt az egyetlen, kizárólag gazdasági-üzleti témájú napilap az országban.
A nyomtatott Világgazdaság 2022. június 30-án jelent meg utoljára. Ezzel 53 év után befejeződött a napilap története, de az online változat, a vg.hu továbbra is üzemel.

## Szerkesztősége és kiadói
| kinevezés            | megszűnés            | főszerkesztő        |
| -------------------- | -------------------- | ------------------- |
| 1969. január 3.      | 1991. április        | Gyulai István       |
| 1991. május 2.       | 1992. szeptember 30. | Vince Mátyás        |
| 1992. október 1.     | 1994. szeptember 15. | Dunai Péter         |
| 1994. szeptember 16. | 1995. február 28.    | Varga András        |
| 1995. március 1.     | 1998. február 17.    | Kocsi Ilona         |
| 1998. február 18.    | 2007. február 7.     | Bánki András        |
| 2007. február 8.     | 2010. augusztus 31.  | Kocsi Ilona         |
| 2010. szeptember 1.  | 2011. szeptember 14. | Balasi Tamás        |
| 2011. szeptember 15. | 2013. december 12.   | Újvári Miklós       |
| 2014. október 1.     | 2015. október 1.     | Tóth Levente        |
| 2015. október 2.     | 2016. november 8.    | Mezősi Tamás        |
| 2016. november 8.    | 2022. június 30.     | Deák Bálint         |
| 2022. június 30.     | 2024. szeptember 2.  | Szajlai Csaba       |
| 2024. szeptember 2.  |                      | Túrós-Bense Levente |

A lap első és leghosszabb ideig hivatalban lévő főszerkesztője Gyulai István volt 1968-tól 1991 áprilisáig, ténylegesen azonban csak 1992 októberében vonult nyugállományba. Távozását követően egy szerkesztőbizottság vette át a vezetést, tagjai Elek János, Emőd Pál, Szabó Márta voltak, a bizottság elnöke pedig Vince Mátyás, így a főszerkesztői titulus formálisan Vincét illette. 1992 után a szerkesztőség élén leghosszabb ideig - mintegy 9 évig - Bánki András, illetve Kocsi Ilona állt, aki az ezredforduló környékén öt évre a Magyar Hírlap főszerkesztői székébe került, de előtte és utána összesen hat évig a Világgazdaság élén állt, és főmunkatársként is évekig dolgozott a lapnál.
A szerkesztőség kezdetben a Dorottya utca 6. szám alatt volt, a Technoimpex-székházban, majd egy évtized után átköltöztek a Wesselényi utca 57.-be. A rendszerváltást követően Budára költözött a lap, ahol számos helyen megfordultak, így a Bécsi úton, a Naphegy tér 8-ban, az MTI székházában, majd a Maros utcában és a Városmajor utcában, hogy aztán visszaköltözzenek a Bécsi útra, a volt Népszabadság-székházba.
A lapnak 1996 óta volt honlapja (www.vilaggazdasag.hu), a cikkek azonban csak 2002 óta érhetők el a www.vg.hu címen.
A lapot a rendszerváltást megelőzően a szokásoknak megfelelően a Hírlapkiadó Vállalat jelentette meg, majd 1991-ben megalakult a Zöld Újság Rt., amely 2014-ig volt a lap kiadója. 2001-ben a kiadóvállalatba bevásárolta magát az Axel Springer-Budapest Kiadói Kft., amely 2016. október 8-án eladta lapjainak zömét a Mediaworks Hungary Zrt.-nek. A Világgazdaság így a Zöld Újság Zrt.-től a Mediaworkshöz került.

## A lap zöld színe és fejléce

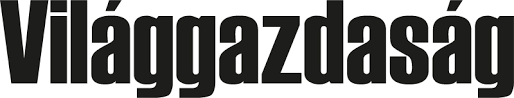
A lap logója 2002 és 2021 között

A lap már az első próbaszámtól kezdődően világoszöld papíron jelent meg. Ennek okára két magyarázat ismert: az egyik szerint a példakép a Financial Times nevű - egyébként rózsaszínű - gazdasági lap volt, az eredeti szándék csak annyi volt, hogy a magyar lap ne fehér legyen. Mivel a túl hasonló megoldást fennhéjazónak tartották volna, ezért döntöttek a zöld szín mellett. A másik verzió szerint egyszerűen csak zöld papírt tudott szerezni a nyomda, tehát véletlenül alakult úgy, hogy ez lett a Világgazdaság „védjegye”.
A lap fejlécében 1969-től kb. 2002-ig egy földgömb szerepelt, amin a Lánchíd stilizált alakja is látható volt. Ez a földgömb valamikor 2002 körül került ki a fejlécből, és egy narancssárga földgömb került a helyére, rajta a „VG” betűkkel. A logót Gugi Sándor képregényrajzoló tervezte, aki a Világgazdaság indításakor még a lap munkatársa volt.
2021. június 28-tól mind a nyomtatott, mind az online verzió teljesen megújult. A nyomtatott lap 52 év után abbahagyta a zöld papír használatát, és innentől fehér színben jelent meg. Ezzel együtt a vg.hu zöld háttere is eltűnt. A lap logója mellett található narancsszínű földgömböt is lecserélték egy fekete-zöld „VG” monogrammra. A nyomtatott Világgazdaság 2022. június 30-án jelent meg utoljára.
Online híroldalként továbbra is működik.